# Stand Up (EP)
Stand Up é o terceiro extended play (EP) lançado pelo grupo sul-coreano Big Bang, em 8 de agosto de 2008, através da YG Entertainment. O EP produziu "Haru Haru" como sua faixa título e seu lançamento alcançou o topo da parada sul-coreana Miak Albums Chart.  

## Antecedentes e lançamento
No fim do mês de julho de 2008, a YG Entertainment lançou um vídeo promocional online do Big Bang, com o intuito de apresentar o lançamento de seu terceiro EP, Stand Up, na ocasião com data de lançamento para 1 de agosto. Foi anunciado também a colaboração do DJ japonês Daishi Dance em sua lista de faixas. 
Stand Up introduziu novos gêneros musicais não apresentados anteriormente pelo grupo, através das faixas "A Good Man" co-produzida por T.O.P e "Oh My Friend", uma colaboração com a banda coreana de punk rock No Brain. Sua faixa título "Haru Haru", venceu o prêmio de Canção do Mês pelo Cyworld Digital Music Awards e transformou-se em um dos singles mais vendidos de todos os tempos na Coreia do Sul.

## Lista de faixas
| N.º            | Título                                        | Letras         | Música                     | Arranjos         | Duração |  |
| 1.             | "Intro (Stand Up)"                            | G-Dragon       | G-Dragon, Teddy Park, Kush | Teddy Park, Kush | 1:35    |  |
| 2.             | "Haru Haru" (하루하루; Day By Day)            | G-Dragon       | G-Dragon, Daishi Dance     | Daishi Dance     | 4:15    |  |
| 3.             | "Heaven" (천국; Cheonguk)                     | G-Dragon       | G-Dragon, Daishi Dance     | Daishi Dance     | 4:06    |  |
| 4.             | "A Good Man" (착한 사람; Chaghan Salam)       | T.O.P          | T.O.P, Kush                | Kush             | 3:23    |  |
| 5.             | "Lady"                                        | G-Dragon       | G-Dragon, Teddy Park       | Teddy Park       | 3:19    |  |
| 6.             | "Oh My Friend" (com participação de No Brain) | G-Dragon       | G-Dragon, No Brain         | No Brain         | 3:31    |  |
| Duração total: | Duração total:                                | Duração total: | Duração total:             | Duração total:   | 20:09   |  |

## Desempenho nas paradas musicais
O lançamento de Stand Up na Coreia do Sul, gerou vendas superiores a trinta mil cópias em apenas dois dias. Posteriormente, o EP obteve vendagem de cem mil cópias em duas semanas no país. Além disso, Stand Up atingiu o topo da parada mensal da Miak Albums Chart, com vendas de 107,04 mil cópias em agosto de 2008, tornando-se o primeiro álbum do Big Bang a alcançar tal posição.

### Posições
| Paradas (2008)                             | Melhor posição |
| ------------------------------------------ | -------------- |
| Coreia do Sul (Miak Monthly Albums Chart)  | 1              |
| Coreia do Sul (Hanteo Yearly Albums Chart) | 2              |

## Créditos
O processo de elaboração de Stand Up atribui os seguintes créditos, de acordo com o encarte do extended play (EP):
- Choi Seung-hyun "T.O.P" – co-produção e produção de gravação
- Tom Coyne – masterização
- Hong Jang-hyun – fotografia
- Ji Eun – maquiagem e figurino
- Jang Sung-eun – arte e design
- Kim Byunghoon "Kush" – co-produção e produção de gravação
- Kim Chang-kyum – engenharia de gravação
- Kim Tae-hyun – cabelo
- Kwon Ji-yong "G-Dragon" – produção e produção de gravação
- Lee Byung-young – gerenciamento do artista
- Lee Gyeong-jun – engenharia de gravação
- Lee Kang-hyun – direção de arte
- Oh Young-taek – engenharia de gravação
- Park Hong-jun "Teddy" – co-produção e produção de gravação
- Jason Robert – engenharia de mixagem
- Today Art – impressão
- Yang Eun-jin – arte e design
- Yang Hyun-suk – produção executiva, engenharia de mixagem e produção
- Yang Min-suk – supervisão executiva

## Histórico de lançamento
| Região        | Data                | Formato             | Gravadora                   |
| ------------- | ------------------- | ------------------- | --------------------------- |
| Coreia do Sul | 8 de agosto de 2008 | CD download digital | YG Entertainment Mnet Media |